# 쿠츨루크
쿠츨루크(Küčülüg, 생년 미상 ~ 1218년)는 몽골 고원 서부의 유목민 나이만족의 마지막 왕족. 서요(西遼)의 제4대 황제(재위 : 1211년 ~ 1218년). 몽골군에 대패하고 전사한 후 몽골군이 시호를 포함한 쿠출루크와 관련된 모든 자료들을 말살했기 때문에, 서요(西遼)의 결제(缺帝)만 전해져 내려온다.
쿠츨루크의 이름 표기는 요사(遼史)에서는 굴출률(屈出律), 원사(元史)에서는 곡출률(曲出律), 원조비사(元朝秘史)에서는 고출로극(古出魯克)으로 표기되어 있다. 유일하게 남아있는 자료인 서요의 부마였다라는 기록을 근거로 결제라고도 불린다. 페르시아어 표기는 《세계정복자사》(世界征服者史) 및 《집사》(集史)는 Kūchuluk Khān 라고 되어있다. 아버지는 타이양 칸이고 계모는 그르베스이며 생모는 알려지지 않았다.

## 생애
아버지 타이양 칸(太陽汗)이 1204년 몽골족의 칭기즈 칸에 패배하여 전사하고, 나이만족이 사실상 괴멸하자, 쿠츨루크는 알타이 산맥 방면에 있던 숙부 부이루크에게 피신하였다. 하지만 1208년에 다시 지고 칭기즈 칸에 복수를 맹세하면서, 알타이 산맥의 서쪽 중앙 아시아를 지배하는 서요(西遼)에 망명했다.
서요에서는 몽골 제국의 확대를 두려워하는 황제 야율직로고(耶律直魯古)에 의해서 환영을 받아 그의 사위가 될 정도로 우대를 받았다. 그러나, 쿠츨루크는 괴멸한 지 오래인 나이만족의 잔당을 모아서 세력을 키우고, 찬탈을 계획하여 1211년 장인 야율직로고를 유폐하고, 스스로 서요의 제위에 올랐다.
즉위 후, 서요 이전에 중앙 아시아를 지배하고 있던 카라한 왕조의 잔당이 서요의 지배 하고 있던 타림 분지 남부의 호탄, 카슈가르를 차례차례로 정복하여, 중앙 아시아에 세력을 펼쳤다. 또, 서요의 거란족 귀족의 지지를 얻기 위해서, 아내의 영향으로 나이만족의 종교였던 네스토리우스파 기독교에서 불교로 개종했다. 그러나 열성적인 불교도가 되어 이슬람교를 탄압했기 때문에, 서요의 절대다수를 차지하는 이슬람 무슬림들은 쿠츨루크에게 반감을 가졌다.
이 때문에, 1218년에 몽골 제국의 장군 제베가 인솔하는 몽골군의 중앙 아시아 원정군이 도착하면서, 국내의 이슬람교도들은 몽골군에 항복하고, 찬탈자 크츨루크에게 불만을 가진 불교도 거란족이나, 쿠츨루크의 개종에 불만을 가진 기독교도 나이만족도 배반을 하여, 몽골군이 오기 이전에 싸우지 않고 와해되면서 쿠츨루크는 서요 지역에서 쫓겨났다.
쿠출루크는 남쪽의 아프가니스탄 지방의 파미르고원으로 도망가 항전을 계속했으나, 바다흐샨주에서 몽골의 원정군과의 싸움에서 전사하였다.
| 전임 타이양 칸 | 제5대 나이만족의 족장 1204년 ~ 1208년 | 후임 서요에 흡수 |

| 전임 서요 말제 | 제4대 서요의 황제 1211년 ~ 1218년 | 후임 서요 멸망 |